# Louis Constant van Panhuys
Jonkheer Louis Constant van Panhuys (Den Haag, 8 maart 1869 - 1 oktober 1949) was een Nederlandse burgemeester en ambtenaar bij het Departement van Koloniën. Hij was lid van het geslacht Van Panhuys.
Van Panhuys was tussen 1892 en 1896 als ambtenaar werkzaam in Suriname, waar hij in het district Marowijne geplaatst was. Tijdens zijn verblijf in Suriname verzamelde van Panhuys verschillende etnografische objecten. Hij was onder meer geïnteresseerd in het houtsnijwerk van de Marrons. 
In 1898 verscheen van zijn hand Een proeve eener verklaring van de ornamentiek van de Indianen van Suriname.  In het verslag dat expeditieleider Alphons Franssen Herderschee schreef van de Gonini-expeditie schreef van Panhuys de bijlage Verslag omtrent de door de Gonini-expeditie mede gebrachte afdrukken van ornamenten. Hij deed hetzelfde bij het verslag van de Tapanahony-expeditie. Na terugkeer uit Suriname werkte van Panhuys als hoofdcommies bij de 'West-Indische afdeling' van het ministerie.
Van Panhuys vertegenwoordigde diverse keren Nederland op het tweejaarlijkse 'Internationaal Amerikanistencongres' en werd in 1905 benoemd tot corresponderend lid van de Société des Américains in Parijs. Verder was hij lid van het Koninklijk Nederlands Aardrijkskundig Genootschap in Amsterdam en het Instituut voor Taal-, Land- en Volkenkunde.
Van Panhuys was ook vanaf 1925 twaalf jaar burgemeester van Vuren en van 1934 tot 1942 slotvoogd van Slot Loevestein. Na zijn overlijden op 1 oktober 1949 is Van Panhuys op het terrein van Slot Loevestein begraven.